# W. Kruk
W.KRUK – przedsiębiorstwo jubilerskie w Polsce, działające nieprzerwanie od 1840 roku, kiedy złotnik Leon Skrzetuski otworzył w Poznaniu przy ulicy Wodnej 12 pracownię, w której naprawiał i wykonywał przede wszystkim przedmioty liturgiczne.
W 1887 r. przedsiębiorstwo przeszło w ręce siostrzeńca Skrzetuskiego – Władysława Kruka, który przekształcił je w reprezentacyjny sklep jubilerski. W 1896 r. miało miejsce otwarcie pierwszego salonu firmy W.KRUK w budynku Hotelu Rzymskiego przy ulicy Wilhelmowskiej – ówczesnym centrum handlowym Poznania. W 1927 r. firmę W.KRUK przejął młodszy syn Władysława – Henryk Kruk. Rozpoczął się nowy okres rozwoju firmy. W.KRUK skoncentrował się na produkcji drogiej biżuterii ze złota i platyny, zdobionej kamieniami szlachetnymi i wprowadził nowe, charakterystyczne wzornictwo. W roku 1936 nastąpił rozwój hurtowej sprzedaży biżuterii i zegarków z bezpośredniego importu zegarków renomowanych szwajcarskich fabryk. W roku 1939 Henryk Kruk odmówił podpisania volkslisty, w wyniku czego firma przeszła pod niemiecki zarząd komisaryczny. Henryk opuścił Poznań, przez prawie rok był więziony przez hitlerowców, a po uwolnieniu, prowadził w Warszawie działalność rzeczoznawcy jubilerskiego. W 1945 r. Henryk Kruk wrócił do Poznania i odbudował rodzinną firmę. Wkrótce jej działalność na skutek „bitwy o handel” została ograniczona jedynie do produkcji, firma straciła sklep przy ulicy 27 Grudnia. Wojciech Kruk, syn Henryka, przejął firmę W.KRUK w roku 1974, wprowadzając nowe technologie i rozszerzając działalność produkcyjną.
Po 1989 r., wraz z nową sytuacją gospodarczą, w Polsce rozpoczął się etap dynamicznego rozwoju firmy W.KRUK. Jego symbolem stało się otwarcie salonu jubilerskiego przy ul. Paderewskiego w Poznaniu – zalążka przyszłej ogólnopolskiej sieci salonów W.KRUK.
Od 2002 r. przedsiębiorstwo jest notowane na Giełdzie Papierów Wartościowych.
27 maja 2008 roku spółka W.KRUK została przejęta przez Vistulę & Wólczankę. Po tym jak V&W ogłosiła wezwanie do sprzedaży 66% akcji spółki W.KRUK, Wojciech Kruk zdecydował się sprzedać większość posiadanych 23% udziałów, gdyż nie miał możliwości utrzymania pakietu kontrolnego, który do tej pory gwarantowało mu rozdrobnienie akcjonariatu.